# 子安八幡神社
子安八幡神社（こやすはちまんじんじゃ）
- 東京都大田区仲池上にある神社。
- 東京都大田区北糀谷にある神社。
- 山梨県甲府市国母にある神社。

このうち、東京都大田区の子安八幡神社はいずれも呑川沿い（北糀谷の神社は現在では新呑川）に鎮座しており、また祭神は共に応神天皇である。本項ではこの二つの神社について解説する。

## 子安八幡神社（仲池上）
当社は子安神社、八幡神社、根方八幡とも呼ばれている。

### 歴史
当社の創建は康元元年（1256年、89代後深草天皇の御代）、当地の領主である池上宗仲が武蔵国の池上山（現在の池上本門寺内）に鎌倉の鶴岡八幡宮を勧請したことに始まるとされる。その後、天正9年（1581年）には遷座の議により現在の地に転社したと伝えられている。

### 祭神
- 品陀和気命（15代 応神天皇）[2]

### 例祭
- 9月の第1土・日曜日[注 1]

### 所在地
- 東京都大田区仲池上1-14-22[2]

## 子安八幡神社（北糀谷）

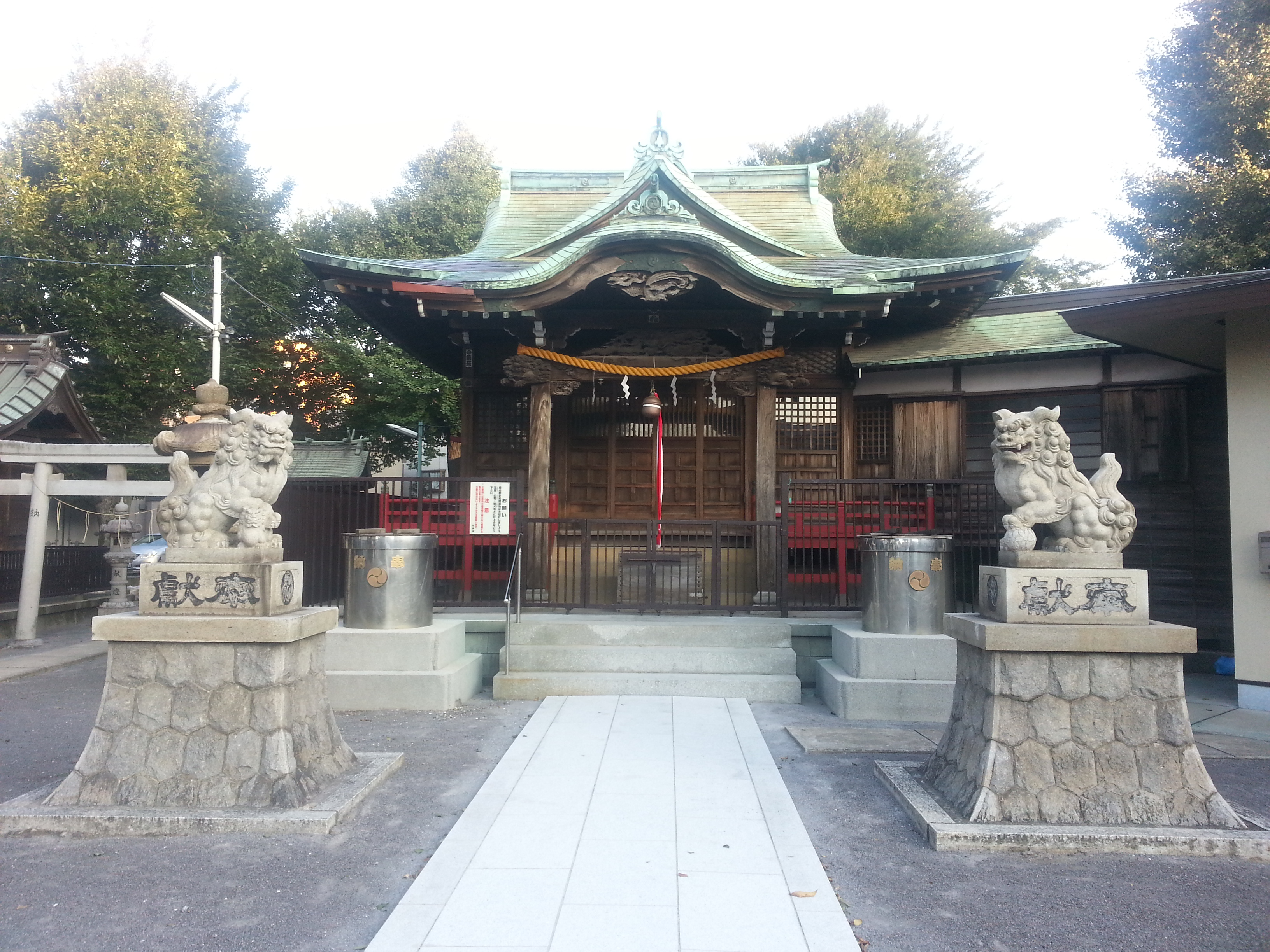
当社の拝殿

### 歴史
応永年間（1394-1428年）に鎌倉の鶴岡八幡宮を勧請し創建したと伝えられる。六郷用水を開拓した小泉次太夫吉次がその功績により慶長2年（1597年）に当地を賜ると、幕末（江戸時代末）まで代々領主を勤めることとなった。安永3年（1774年）には時の領主である小泉藤三郎包教の武運長久を願って氏子らが石鳥居を当社に奉納しており、現在でも境内に残っている（後述参照）。
2012年（平成24年）には境内の改修工事が行われ、正面の鳥居などが新造された。

### 境内

#### 石鳥居（区指定文化財）
前述の通り、安永3年（1774年）に氏子らによって奉納された石鳥居が境内の端に現存している。大田区内でも最古の明神型石鳥居であり、区の文化財にも指定されている。

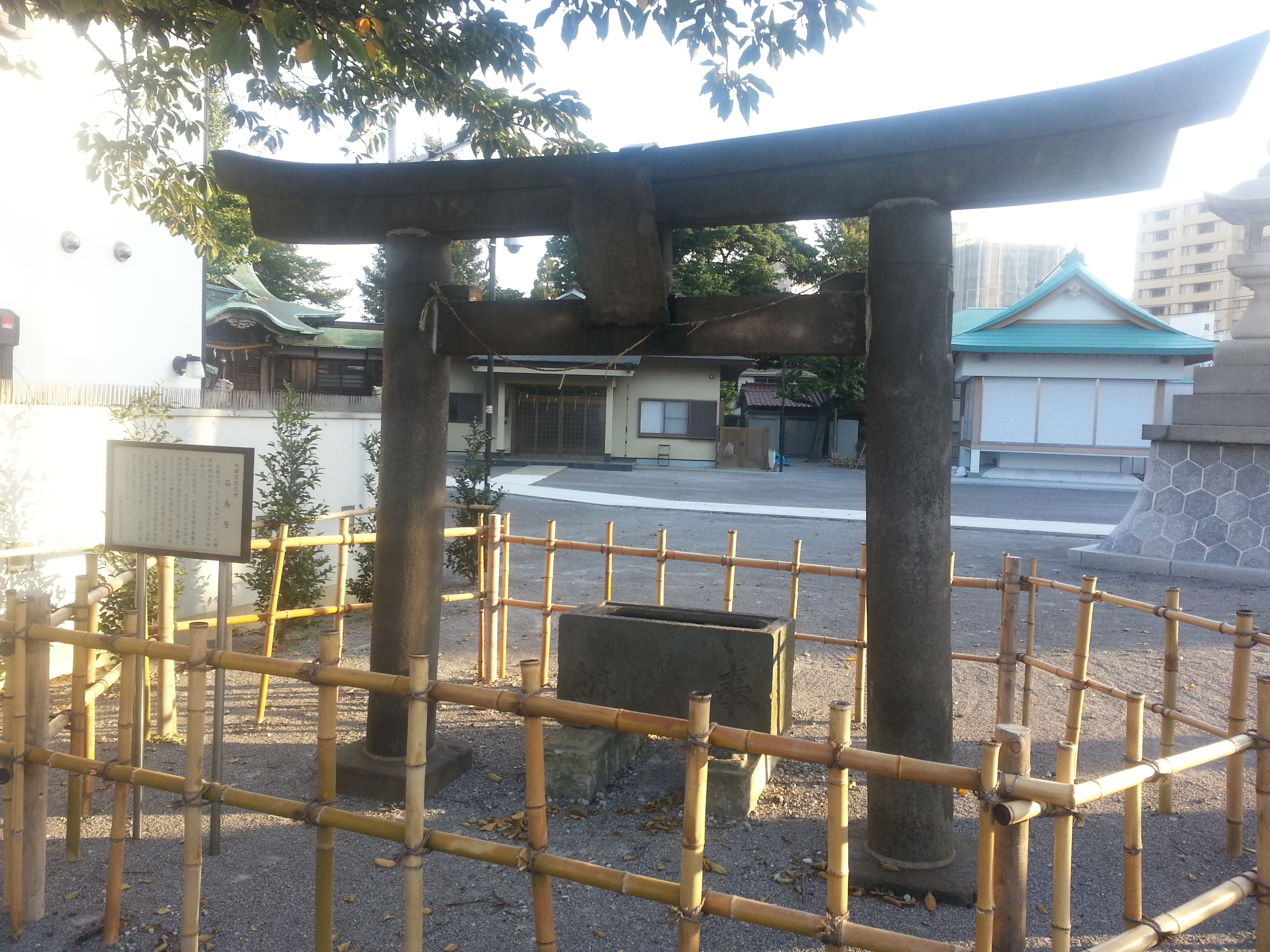
明神型石鳥居（区指定文化財）
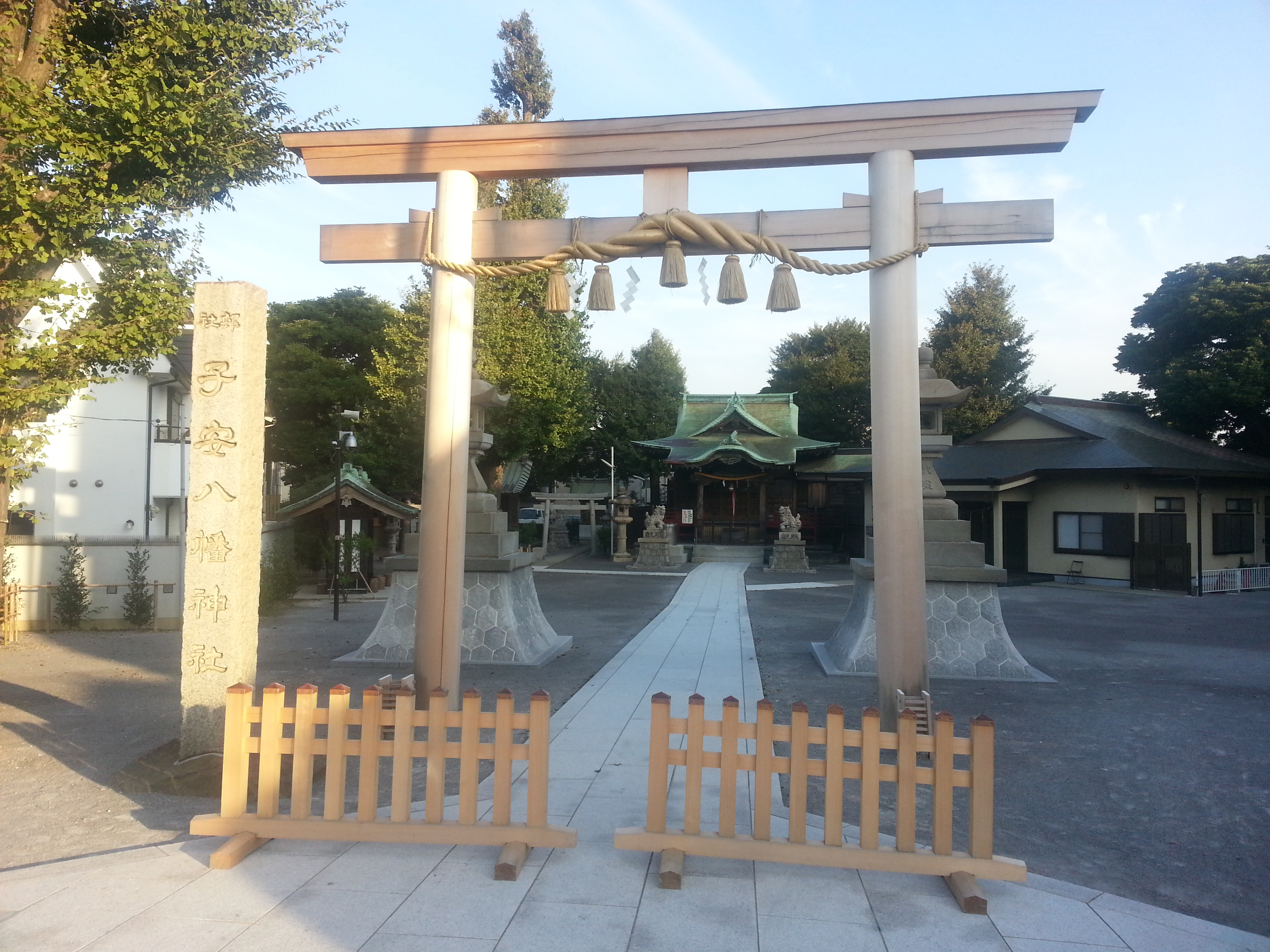
正面の鳥居（2012年新造）

### 祭神
- 応神天皇[6][./子安八幡神社#cite_note-FOOTNOTE東京都神社庁_子安八幡神社-8 [6]]

### 例祭
- 9月の第1土・日曜日[注 1]（神輿渡御は日曜日のみ）

### 所在地
- 東京都大田区北糀谷1-22-10[6]